# 友岡賛
友岡 賛（ともおか すすむ、1958年8月9日 - ）は、日本の会計学者。慶應義塾大学名誉教授。横浜商科大学商学部教授。学位は、博士（商学）（慶應義塾大学・2006年）（学位論文「会計プロフェッションの発展」）。専門は財務会計論、会計史。弟は有機化学者で九州大学先導物質化学研究所教授の友岡克彦。

## 来歴
慶應義塾大学病院にて出生。慶應義塾幼稚舎、慶應義塾普通部、慶應義塾高等学校、慶應義塾大学商学部卒業。慶應義塾大学大学院商学研究科修士課程修了。慶應義塾大学大学院商学研究科博士課程単位取得退学。2006年「会計プロフェッションの発展」で博士（商学）の学位を取得。1984年慶應義塾大学商学部助手、1989年助教授、1996年教授、2024年名誉教授。

## 年譜
- 1958年　慶應義塾大学病院にて出生
- 1971年　慶應義塾幼稚舎卒業
- 1974年　慶應義塾普通部卒業
- 1977年　慶應義塾高等学校卒業
- 1982年　慶應義塾大学商学部卒業
- 1984年　慶應義塾大学大学院商学研究科修士課程修了
- 1984年 - 1989年　慶應義塾大学商学部助手
- 1987年　慶應義塾大学大学院商学研究科博士課程単位取得退学
- 1989年 - 1996年　慶應義塾大学商学部助教授
- 1990年 - 1992年　グラスゴー大学法財務学部特別客員研究員
- 1993年 - 2001年　国税庁税務大学校専科講師
- 1996年 - 1997年　慶應義塾大学商学部長補佐
- 1996年 - 2024年　慶應義塾大学大学院商学研究科委員
- 1996年 - 2024年　慶應義塾大学商学部教授
- 1998年 - 1999年　慶應義塾女子高等学校講師
- 1998年 - 2000年　法政大学経営学部講師
- 1999年 - 2001年　白鷗大学大学院経営学研究科講師
- 2003年 - 2004年　知的財産総合研究所客員研究員
- 2003年 - 2005年　慶應義塾大学国際センター副所長
- 2005年 - 2017年　慶應義塾大学日本語・日本文化教育センター所長
- 2010年 - 2017年　慶應義塾大学国際センター所長
- 2015年 - 2023年　慶應義塾大学商学会委員長
- 2017年 - 2024年　慶應義塾大学商学部会計研究室長
- 2018年 - 2020年　慶應義塾教職員評議員
- 2022年 - 2024年　慶應義塾教職員評議員
- 2024年 - 現在　横浜商科大学商学部教授

## 主な著書
- 『近代会計制度の成立』有斐閣 1995
- 『歴史にふれる会計学』1996（有斐閣アルマ）
- 『株式会社とは何か』1998 講談社現代新書
- 『会計プロフェッションの発展』有斐閣 2005
- 『会計の時代だ 会計と会計士との歴史』2006 ちくま新書
- 『「会計」ってなに? 12歳からはじめる賢い大人になるためのビジネス・レッスン』税務経理協会 2007
- 『なぜ「会計」本が売れているのか? 「会計」本の正しい読み方』税務経理協会 2007
- 『六本木ママの経済学』中経出版 (中経の文庫) 2008
- 『会計学はこう考える』2009 ちくま新書
- 『会計士の誕生 プロフェッションとは何か』税務経理協会 2010
- 『会計学原理』税務経理協会 2012
- 『会計学の基本問題』慶應義塾大学出版会 2016
- 『会計の歴史』税務経理協会 2016
- 『会計と会計学のレーゾン・デートル』慶應義塾大学商学会 2018
- 『日本会計史』慶應義塾大学出版会 2018
- 『会計学の考え方』泉文堂 2018
- 『会計学の地平』泉文堂 2019
- 『会計学の行く末』泉文堂 2021
- 『会計学を索ねて』慶應義塾大学出版会 2022

### 共編著
- 『アカウンティング・エッセンシャルズ プログラム学習による会計学の要点』福島千幸共著 有斐閣 1996
- 『会計学の基礎』編 1998 (有斐閣ブックス)
- 『会計学』編 慶應義塾大学出版会 2007

### 翻訳
- マイク・ブルースター『会計破綻 会計プロフェッションの背信』監訳,山内あゆ子訳 税務経理協会 2004
- R.H.パーカー『会計士の歴史』小林麻衣子共訳 慶應義塾大学出版会 2006
- トーマス・A.キング『歴史に学ぶ会計の「なぜ?」 アメリカ会計史入門』税務経理協会 2015

## 家族・親族
- 父：友岡壽彦（2016年12月5日没、三五商事元代表取締役社長、立命館大学経済学部卒）[2]
- 母：友岡和子（1934年6月30日生 - 2009年6月23日没、ファッションコーディネーター、慶應義塾大学経済学部卒）[2]
- 弟：友岡克彦（九州大学先導物質化学研究所教授、慶應義塾大学工学部卒、同大学院理工学研究科博士課程修了）[2][6]
- 伯父（母の兄）：友岡正孝（1932年4月26日生 - 2012年6月28日没、大三株式会社元代表取締役会長、慶應義塾高等学校同窓会第2代会長、慶應義塾大学経済学部卒）[2][7]
- 従弟（正孝の長男）：友岡孝（1962年7月18日生、大三株式会社代表取締役社長、慶應義塾大学経済学部卒）[2][7]
- 従弟（正孝の二男）：友岡新（1964年6月21日生、株式会社フジテレビジョン執行役員スポーツ局長、フジクリエイティブコーポレーション常務取締役、慶應義塾大学経済学部卒）[2]

## 論文
- <友岡賛